# Monastère d'Atsok
Le monastère d'Atsok, aussi appelé Atsok Gön Dechen Chökhor Ling (tibétain : ཨ་ཚོགས་དགོན་བདེ་ཆེན་ཆོས་འཁོར་གླིང་།, Wylie : a tshogs dgon bde chen chos 'khor gling, chinois : 阿粗乎寺 ; pinyin : Ācūhū sì), situé dans le xian de Xinghai (tibétain : Drakkar dzong), est un monastère de l'école gelugpa du bouddhisme tibétain, fondé en 1889 par Atsok Choktrul Kunchok Choedar (tibétain : ཨ་ཚོགས་མཆོག་སྤྲུལ་དཀོན་མཆོག་ཆོས་དར, Wylie : a tshogs mchog sprul dkon mchog chos dar). 
Le monastère comporte 123 chambres de moine, un collège tantrique, un collège philosophique, un collège médical, quatre collèges monastiques et un collège de Kālacakra.
En 2022, il héberge 157 moines, lesquels, ainsi que des Tibétains de la région, s'opposent à son déplacement prévu par les autorités chinoises en raison d'un projet de centrale hydroélectrique sur le fleuve Jaune.
La démolition du monastère débute le 10 juin 2024 dans un contexte de restrictions renforcées pour construire la centrale hydroélectrique de Yangchu.
Des images datant de début juillet publiées par Radio Free Asia révèlent que le monastère est complètement détruit, les principales salles de prière et les stupas environnants ayant été rasés,.